# Земцов (Ростовская область)
Земцо́в — хутор в Боковском районе Ростовской области.
Административный центр Земцовского сельского поселения.

## История
В составе Области Войска Донского хутор входил в состав юрта станицы Еланской. На хуторе имелась Предтеческая церковь, священником которой с 1866 года был Смолянинов Петр Варфоломеевич.

## Население
| 1989 | 2002 | 2010 |
| ---- | ---- | ---- |
| 712  | ↘668 | ↘636 |

## Улицы
| - ул. Земцовская, - ул. Колхозная, | - ул. Луговая, - ул. Школьная. |

## Археология
Территория Ростовской области была заселена ещё в эпоху неолита. Люди, живущие на древних стоянках и поселениях у рек, занимались в основном собирательством и рыболовством. Степь для скотоводов всех времён была бескрайним пастбищем для домашнего рогатого скота. От тех времен осталось множество курганов с захоронениями жителей этих мест. Курганы и курганные группы находятся на государственной охране.
Поблизости от территории хутора Земцов Боковского района расположено несколько достопримечательностей — памятников археологии. Они охраняются в соответствии с Федеральным законом от 25.06.2002 N 73-ФЗ «Об объектах культурного наследия (памятниках истории и культуры) народов Российской Федерации», Областным законом от 22.10.2004 N 178-ЗС «Об объектах культурного наследия (памятниках истории и культуры) в Ростовской области», Постановлением Главы администрации РО от 21.02.97 N 51 о принятии на государственную охрану памятников истории и культуры Ростовской области и мерах по их охране и др.
- Курган «Земцов III». Расположен на расстоянии около 0,7 км к юго-востоку от хутора Земцова.
- Курган «Земцов V». Расположен на расстоянии 0,6 км к юго-западу от хутора Земцова.
- Курганная группа «Земцов I» (3 кургана). Расположена на расстоянии около 200 метров к юго-востоку от хутора Земцова.
- Курганная группа «Земцов II» (3 кургана). Расположена на расстоянии 0,6 км к югу от хутора Земцова.
- Курганная группа «Земцов IV» (9 курганов). Расположена на расстоянии около 1,1 км к юго-востоку от хутора Земцова[6].